# Vanavara (Russia)
Vanavara (in russo Ванавара?) è un villaggio (selo) del rajon di Ėvenkijskij nel territorio di Krasnojarsk, in Russia, situata sul fiume Tunguska Pietrosa alla foce del fiume locale chiamato Vanavarki.
Vanavara è nota per essere il centro abitato più vicino al sito dell'evento di Tunguska, avvenuto nel 1908.

## Storia
La località così com'è oggi è stata fondata nel 1932 come base per pastori, cacciatori e pescatori, nonché come sede per una stazione meteorologica.
Un disastro aereo si è verificato il 26 settembre 1994, quando un aereo in volo da Krasnojarsk a Tura era stato deviato all'aeroporto di Vanavara a causa del maltempo: all'esaurimento del carburante l'equipaggio ha quindi tentato un atterraggio di emergenza sulla riva del fiume Čamba a 41 km dal centro di Vanavara. Tutti e ventiquattro i passeggeri e quattro membri dell'equipaggio morirono nello schianto.
Il 10 dicembre 2010, si è verificata un'esplosione in una caldaia nell'impianto di riscaldamento di Vanavara. Un vigile del fuoco è morto nell'incidente e il riscaldamento è stato interrotto per 720 case, costringendo l'evacuazione di molti bambini a Krasnojarsk. Da allora il sistema di riscaldamento è stato completamente ripristinato.

## Infrastrutture e trasporti
La località è servita dall'aeroporto di Vanavara.